# Rimforsa
Rimforsa – miejscowość (tätort) w Szwecji, w regionie administracyjnym (län) Östergötland, w gminie Kinda.
Według danych Szwedzkiego Urzędu Statystycznego liczba ludności wyniosła: 2259 (31 grudnia 2015), 2263 (31 grudnia 2018) i 2311 (31 grudnia 2019).